# John A. Costello
 (avril 2019).
Si vous disposez d'ouvrages ou d'articles de référence ou si vous connaissez des sites web de qualité traitant du thème abordé ici, merci de compléter l'article en donnant les références utiles à sa vérifiabilité et en les liant à la section « Notes et références ».
John Aloysius Costello (né le 20 juin 1891 à Dublin, et décédé le 5 janvier 1976, homme d'État irlandais (Fine Gael), fut Premier ministre à deux reprises (1948-1951 et 1954-1957).

## Biographie
Avocat, il entre au service du procureur général lors de la formation de l'État libre d'Irlande en 1922, puis il devient procureur général lui-même en 1926. Il représenta l'Irlande aux conférences impériales et à celles de la Société des Nations. En 1933, il est élu membre du Dáil. Après les élections de 1948, il parvient à former un gouvernement de coalition réunissant toutes les forces opposées au Fianna Fáil et à Éamon de Valera, rendus responsables des difficultés économiques de l'après-guerre. Il proclama la République en 1949.
Il fut l'auteur de mesures de politique familiale qui suscitèrent l'opposition des médecins et de l'Église catholique. Il prit des mesures en faveur du logement. Sous son gouvernement, l'Irlande entra dans l'OECE (1948) et dans le Conseil de l'Europe (1949) mais pas dans l'OTAN. Il fut battu en 1951. Il revint au pouvoir en 1954. Il fit entrer l'Irlande à l'ONU en 1955. Des divergences de vues au sein de la coalition concernant l'IRA conduisirent à des tensions et à une motion de censure déposée par Seán MacBride au sujet de la situation économique et par le Fianna Fáil. Le premier ministre obtint la dissolution des chambres. Le Fianna Fáil revint au pouvoir en 1957.